# Armée impériale (Saint-Empire romain)
Pour les articles homonymes, voir Armée impériale.

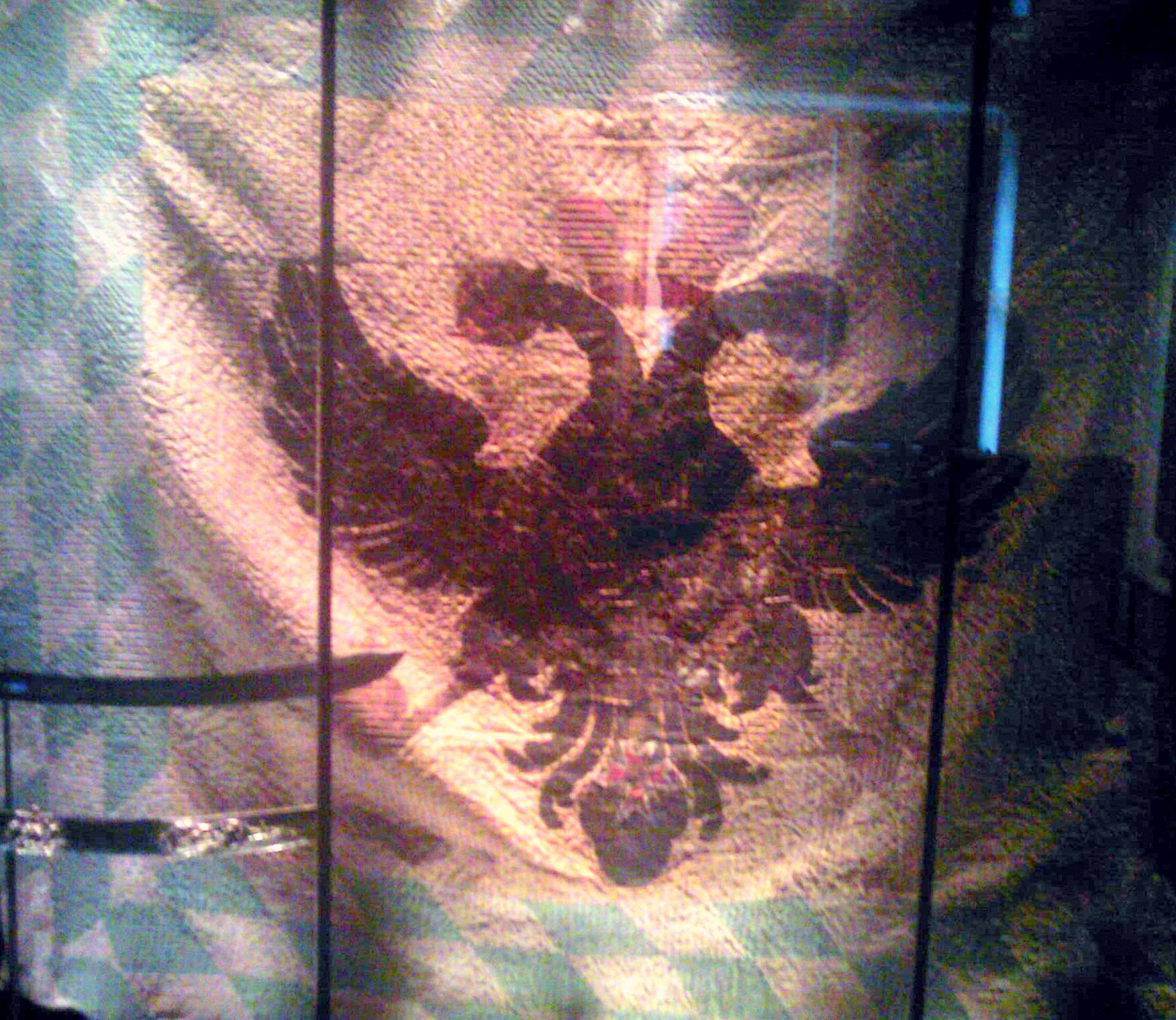
L'étendard à l'aigle bicéphale de l'armée impériale cousu sur un drapeau d'un régiment bavarois, 1745 (Paris, Musée de l'Armée, dans les réserves du musée aujourd'hui).

L'armée impériale (en allemand Kaiserliche Armee, en latin Exercitus Imperatoris (Romani)) ou troupes impériales (Kaiserliche Truppen), ou appelée également les Impériaux (die Kaiserlichen) désigne, dans le Saint-Empire durant les temps modernes, les armées au service direct de l'empereur des Romains.
Il ne faut pas la confondre avec l'armée du Saint-Empire (Reichsarmee, Exercitus Imperii (Romani)), armée territoriale officielle recrutant selon un système resté archaïque dans les différents cercles de l'Empire, levée uniquement avec le consentement de la Diète d'Empire, et cela jusqu'en 1806.
Alors que l'armée du Saint-Empire entrait en stagnation, c'est surtout l'armée impériale grâce à sa plus grande souplesse et liberté de recrutement, ne dépendant pas de la Diète, qui devint la grande armée moderne et efficace du Saint-Empire et qui fut l'outil de guerre des grands capitaines comme le prince Eugène et d'autres, originaires des nombreux États du Saint-Empire.

## Commandants remarquables
- Jean t'Serclaes, comte de Tilly, brabançon, né en 1559 au château de Tilly (aujourd'hui dans la province belge du Brabant wallon) et mort le 30 avril 1632 à Ingolstadt (en Bavière), général en chef des armées impériales.
- Albrecht von Wallenstein ou Waldstein (en tchèque Albrecht Václav Eusebius z Valdštejna), de Bohême, né le 24 septembre 1583 et mort le 25 février 1634.
- Franz von Mercy, Lorrain, né à Longwy vers 1590 et mort le 3 août 1645 à Alerheim.
- Jean de Werth (Johannes de Weert) né en 1595, à Büttgen dans le duché de Juliers, et mort en Bohême le 6 septembre 1652.
- Ottavio Piccolomini né à Florence le 11 novembre 1599 et mort à Vienne le 11 août 1656.
- Charles V de Lorraine, duc de Lorraine en exil, il est nommé généralissime des armées impériales en 1675. Il libère Vienne du joug des Ottomans aux côtés de Jean III Sobieski lors de la bataille du Kahlenberg. Il mène ensuite la reconquête de la Hongrie et la libération de Budapest face aux Turcs.
- Raimondo Montecuccoli (ou Montecucculi), Italien, né le 21 février 1609 près de Modène et mort à Linz le 16 octobre 1680, fut généralissime des troupes de l'Empereur des Romains.
- Charles de Batthyany, le comte Károly Batthyány ou Karl Josef Batthyány (Károly Jozsef) ou Charles de Batthyany ou (en croate) Karlo Josip grof Baćan, Hongrois, né le 28 avril 1689 à Rechnitz, mort le 13 avril 1772 à Vienne. Il fut un général puis maréchal du Saint-Empire dans l'armée impériale.
- Le prince Eugène, Savoyard, né à Paris le 18 octobre 1663  décédé le 21 avril 1736 à Vienne, un des plus brillants stratèges de son temps.
- Le feld-maréchal Blaise Colomban de Bender, Souabe, né le 14 novembre 1713 à Gengenbach et décédé à Baden le 20 novembre 1798, joua un rôle important dans les guerres du XVIIIe siècle.
- Jean-Pierre de Beaulieu, Brabançon, né le 26 octobre 1725 et décédé le 22 décembre 1819 : 31 mai 1790, général-major ; 19 octobre 1790, Feldmarschall-Leutnant ; 4 mars 1796 : Feldzeugmeister (général de cavalerie).